# 電動車椅子サッカー

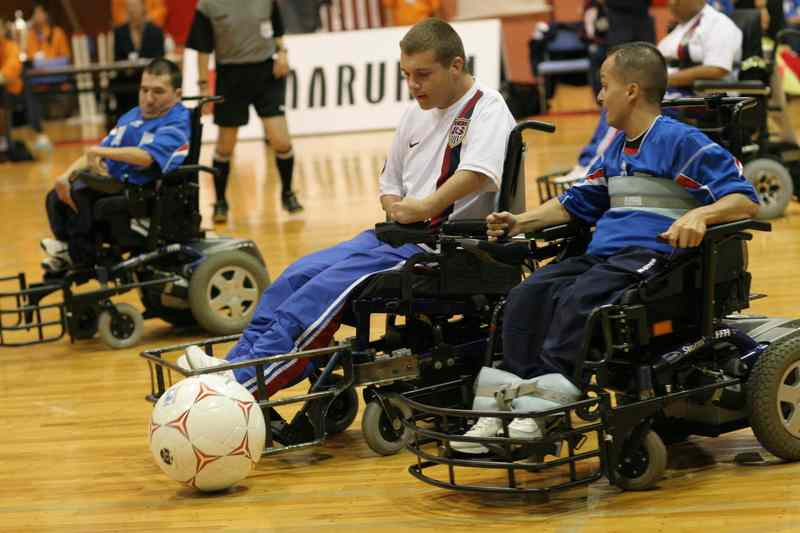
電動車椅子サッカーの試合

電動車椅子サッカー（でんどうくるまいすサッカー）は、電動車椅子で行なうサッカー競技であり、障害者スポーツの1つ。電動車椅子に取り付けられたフットガードを用いてボールを蹴る。英語ではパワーチェアーフットボール（Powerchair Football）、北米ではパワーサッカー（Power Soccer）と呼ばれる。サッカーのFIFAに該当する国際統括団体はFIPFA（国際電動車椅子サッカー連盟）である。日本では日本電動車椅子サッカー協会（JPFA）が統括し、日本サッカー協会(JFA)や他の障害者サッカー団体とは日本障がい者サッカー連盟(JIFF)を通じて協力関係にある。

## 概要
試合時間は前後半でそれぞれ20分ずつである。
ゴールキーパー1名を含む4名（男女の制限はない）からなるチーム同士で対戦し、時間内に得点した数が多いほうが勝利する。
基本的な競技規則はサッカーやフットサルと似ているが、ボールを保持している選手1人に対して、相手チームの選手が2人以上、半径3メートル以内のエリアに入ってプレーに関与すると「2対1（2-on-1）」という反則となる。
ただし、相手チームの2人の内の1人が自陣ゴールエリア内にいるゴールキーパーの場合は「2対1（2-on-1）」の反則とはならない。
自陣ペナルティーエリア内に守備側チームの選手が3人入ると反則となる。
選手は交代して退いても、アウトオブプレー中であれば主審の許可を受けて何度でも交代して再度プレーに参加できる。

## 用具・設備
ジャージなどを着用し、フットガードのついた電動車椅子で競技する。国際大会では時速10km以下で走行、試合の際には安全のため、腰にシートベルトを着用しなければならない。
屋内でバスケットボールと同じサイズのコート（15m×28m）を用いる。ゴールには2本のポスト（ポールもしくはパイロン）をおく。ゴールエリアは幅8m、奥行きが5mある。ボールは革もしくはビニール製で直径33cm前後と、標準的なサッカーボールよりも大きなものが使われる。

## 歴史
電動車椅子サッカーは、フランスで1978年、アメリカおよびカナダで1980年に誕生したスポーツで、日本では1982年に北米でパワーサッカーと呼ばれていたこの競技をヒントに、大阪市身体障害者スポーツセンターにおいて始められたとされている。日本最初のチームは大阪ローリングタートル。
フランスでは身体障害者の競技大会、ジュー・ド・ラヴニール（Jeux de l'Avenir）において1989年に公開競技として実施され、1991年の同競技会に最初の公式競技が行なわれた。1992年からは国内選手権も開催されている。
誕生から20年以上の間、電動車椅子サッカーはヨーロッパ、北米、アジアの各国で、それぞれ独自のルール、用具で競技が行なわれてきた。例えば日本の電動車椅子サッカーではタイヤを切って作ったバンパーがフットガードの代わりとして使われ、ボールも直径50cmのものが用いられた。これに対し、競技としての国際化をはかるため、2006年に10か国の競技団体が集まり、競技規則の統一が行なわれた。
2007年には初のワールドカップが東京で開催され、アメリカ、ベルギー、フランス、デンマーク、イングランド、ポルトガル、日本の7か国が参加。優勝はアメリカ、準優勝はフランス、3位はベルギー、4位は日本。
2011年10月31日～11月6日の7日間、フランスで日本を含む世界10カ国が集まり「第2回FIPFAワールドカップ2011」が開催され、日本代表チームは5位となったが、日本協会派遣国際審判員の2名が決勝戦主審、副審を担当した。
そして2017年には第3回目となる「FIPFAワールドカップ2017」がアメリカのフロリダ州で開催された。優勝はフランス、準優勝はアメリカ、日本は5位。
また、この大会の模様は、電動車椅子サッカーの日本代表選手を取材して2018年に完成したドキュメンタリー映画『蹴る』の中でも紹介された。
次回は2023年10月にオーストラリアのシドニーで4回目のW杯となる「FIPFA Powerchair Football World Cup 2023」が開催される。参加国数は10カ国(オーストラリア、イングランド、フランス、アメリカ、日本、アルゼンチン、ウルグアイ、デンマーク、アイルランド、北アイルランド)で初のラウンドロビン方式(総当たり戦)で行われる。

## チーム
日本電動車椅子サッカー協会・所属チーム（2022年度）
北海道
- Safilva

埼玉県
- BLACK HAMERS

東京都
- レインボー・ソルジャー
- イルシオン東京
- FINE
- King fishers

千葉県
- ウイニングフェニックス
- クローバーズ

神奈川県
- YOKOHAMA Bay Dream
- Yokohama Crackers
- Yokohama Red Spirits
- F.C.WISHドリームス
- 湘南イーグルス

石川県
- 金沢ベストブラザーズ

愛知県
- DKFBCディスカバリー

長野県
- バレッツ
- FCクラッシャーズ

静岡県
- SFCデルティーズ

兵庫県
- Red Eagles 兵庫
- 兵庫パープルスネークス

京都府
- JPDソニック～京都電動蹴球団

大阪府
- 大阪ローリングタートル
- ファインフレンズ

奈良県
- プログレス奈良

広島県
- A-pfeile広島
- 広島マインツ
- ハイブロワーズ広島

福岡県
- PFC COSMO北九州

鹿児島県
- Nanchester. United 鹿児島